# Johann Georg Lumnitzer
Johann Georg Lumnitzer, magyarosan: Lumnitzer János György (Igló (Szepes megye), 1783. május 31. – Brünn, 1864. január 25.) evangélikus szuperintendens.

## Élete
Atyja leányiskolai tanító volt Lőcsén; a debreceni gimnáziumot látogatta és a teológiát is az ottani líceumban végezte. A drezdai műremekek a festészetre ösztönözték, azonban nem volt hajlama a művészetre, ezért ezen törekvésével felhagyott és a lipcsei egyetem hallgatója lett. Házi tanító volt Bécsben és Drezdában. Késmárkra kapván meghívást a matematikai és rajzolás tanszékére, visszatért hazájába. 1815-ben a tescheni gimnázium igazgatója lett és 1817-ben ugyanott német hitszónok. 1824-ben Brünnbe ment lelkésznek. Ugyanez évben senior, majd 1826-ig helyettes és 1830 elején valóságos szuperintendens lett.

## Munkája
- Naturhistorische Tafeln des Thierreichs nebst systematischem Namensverzeichnisse der darauf enthaltenen Gegenstände in Lateinischer, Deutscher, Französischer, Italienischer, Ungarischer, Polnischer und Englischer Sprache zu jedem Lehrbuche der Naturgeschichte brauchbar. Nach der Natur und den besten Hilfsmitteln entworfen und gezeichnet. Wien, 1825. Hét tábla rajzzal.